# Götz Alsmann

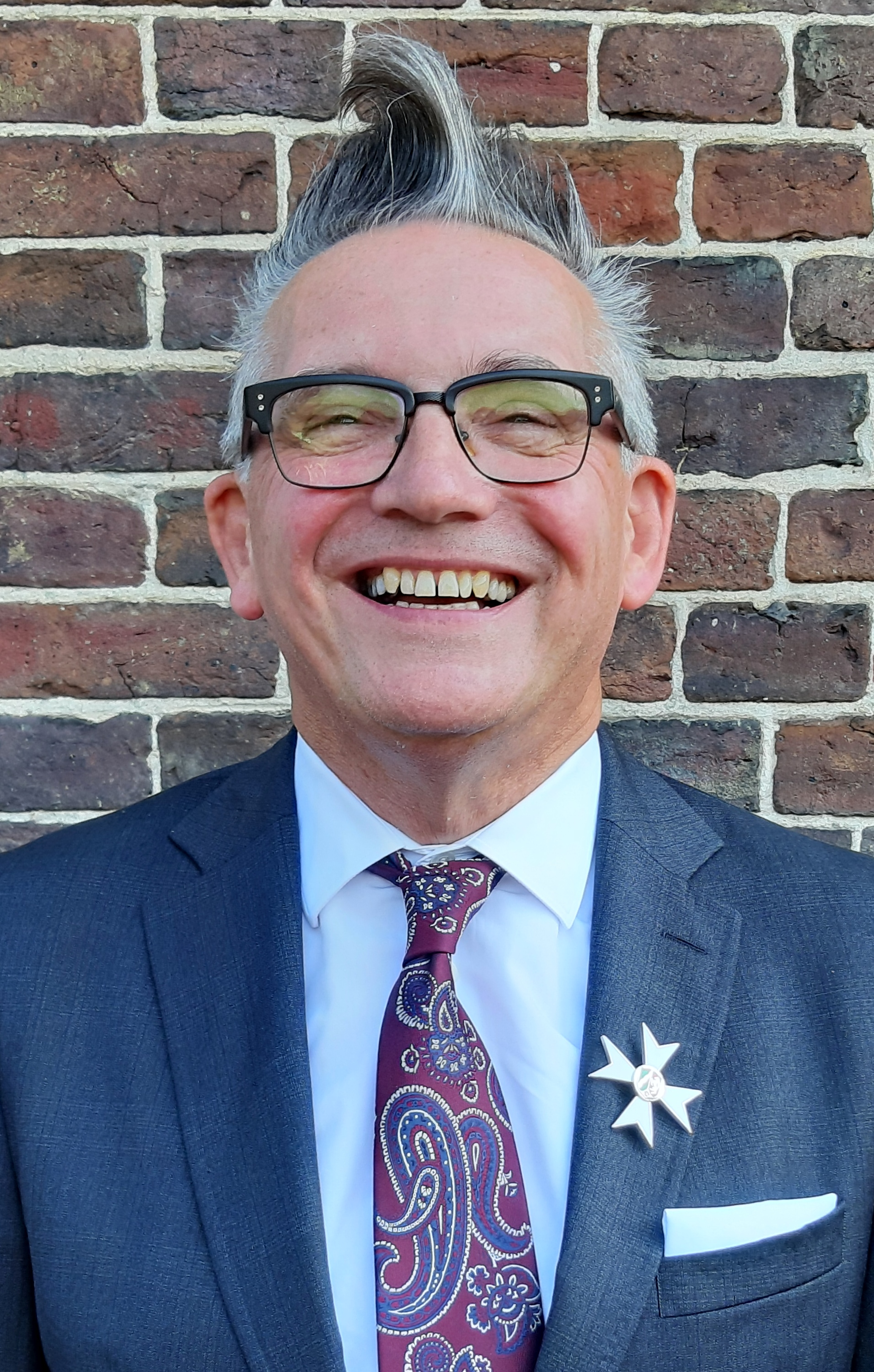
Götz Alsmann (2019)

Götz Alsmann (* 12. Juli 1957 in Münster) ist ein deutscher Musiker, Multiinstrumentalist und Sänger. Er wurde als Moderator der WDR-Show Zimmer frei! bekannt.

## Leben

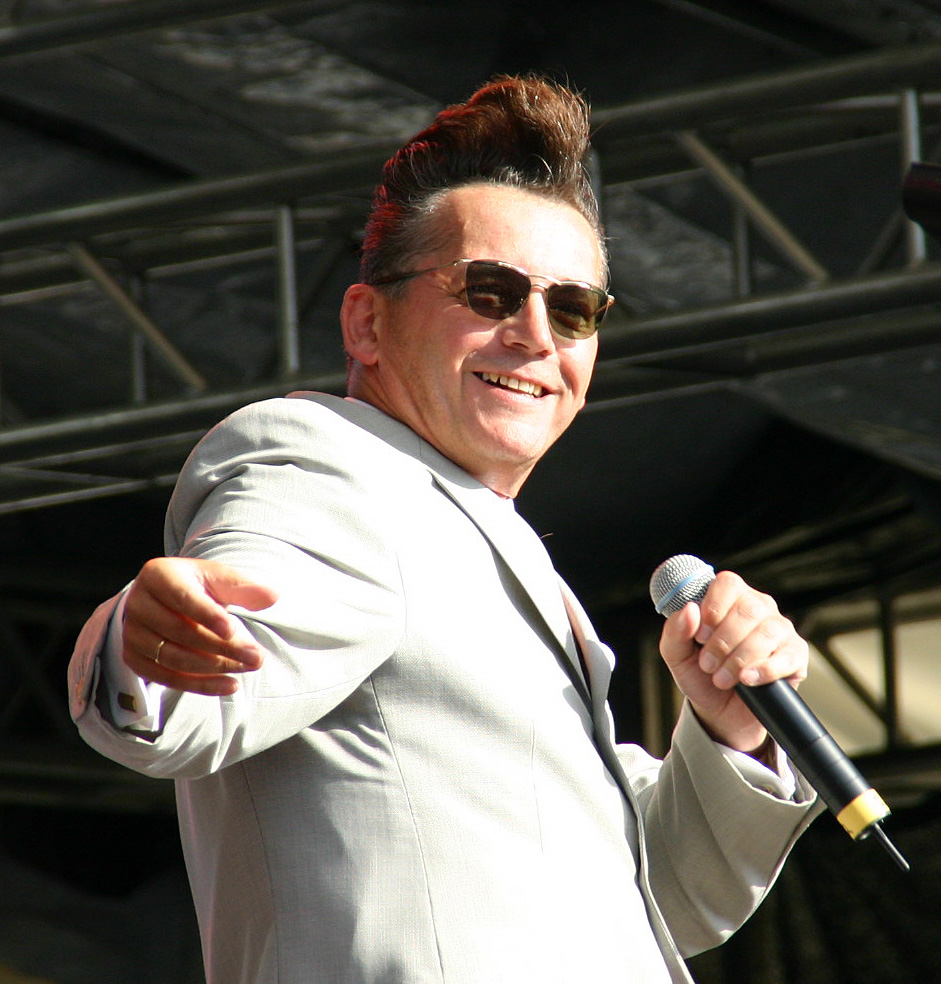
Götz Alsmann (2005)

Götz Alsmann wurde 1957 in Münster als Sohn des Maurerpoliers Erich Alsmann und seiner aus Jugoslawien stammenden Frau Leni geboren. Mit acht Jahren erhielt er in seiner Nachbarschaft Klavierunterricht und entschied sich schnell, die Musik zum Beruf werden zu lassen. 1964 wurde er an der Josefschule in Münster eingeschult.
Im Jahr 1973 schloss er sich der Heupferd Jug Band an, deren erstes Album 1974 mit dem 17-jährigen Alsmann als Pianist, Mandolinist und Banjospieler erschien. Zwei weitere Alben folgten 1977 und 1979. Gleichzeitig nahm Alsmann seine Tätigkeit als Studiomusiker in den Niederlanden auf, wo er bei zahlreichen Country- und Mundartmusikproduktionen mitspielte.
Nach dem Abitur am Johann-Conrad-Schlaun-Gymnasium in Münster und dem Wehrdienst studierte Alsmann ab 1977 an der Universität Münster Germanistik, Publizistik und Musikwissenschaft. Das Musikwissenschaftsstudium schloss er 1985 mit der Promotion zum Dr. phil. ab (Titel der Dissertation: Nichts als Krach: Die unabhängigen Schallplattenfirmen und die Entwicklung der amerikanischen populären Musik 1943–1963).
1996 spielte Alsmann den Kassierer eines Supermarktes und Bandleader Lothar Alzheim in der Komödie Alles wegen Robert de Niro mit Angelika Milster und unter der Regie von Helmut Förnbacher. Von 2006 bis 2008 wurde bei den Städtischen Bühnen Münster in drei Spielzeiten seine Michael-Jary-Revue Ich weiß, es wird einmal ein Wunder gescheh’n aufgeführt, bei der er zusammen mit seiner Band auch selbst auf der Bühne stand. Im Juli 2011 wurde Alsmann zum Honorarprofessor an der Universität Münster ernannt. Er lehrt dort die Geschichte der Popularmusik. Am 7. Februar 2012 hielt Alsmann seine Antrittsvorlesung. Alsmann lebt in Münster, ist verheiratet und hat einen Sohn.

## Götz-Alsmann-Band
1980 gründete er die zwischen Rockabilly, Swing und Calypso changierende Band Götz Alsmann & The Sentimental Pounders, denen 1985 mit ihrer Fassung des Depeche-Mode-Songs People Are People ein internationaler Erfolg gelang. 1989 entwickelte sich aus dieser Gruppe die Götz-Alsmann-Band, mit der er seit 1994 regelmäßig Alben veröffentlicht, die mit zwei Jazz-Echos, der Goldenen Stimmgabel und zahlreichen German Jazz Awards in Gold und Platin ausgezeichnet wurden.
Die Mitglieder seiner Band sind Rudi Marhold (Schlagzeug), Markus Paßlick (Percussion) und Altfrid M. Sicking (Vibraphon, Xylophon, Trompete), Michael O. Müller (E-Bass) schied 2016 aus gesundheitlichen Gründen aus und starb kurze Zeit später. Neuer Bassist ist der Jazzmusiker Ingo Senst. Seit 2020 ist Dominik Hahn Schlagzeuger der Formation. Alle Alben der Band seit 2007 wurden bei Blue Note Records veröffentlicht, einem renommierten Musiklabel speziell für Jazz-Musik.

### Albentrilogie
Paris, New York City und Rom waren die drei Stationen der Götz-Alsmann-Band, um in diesen für die Entwicklung der Unterhaltungsmusik entscheidenden Städten in geschichtsträchtigen Studios Alben mit der jeweiligen Musik und historischen deutschen Texten einzuspielen. Gemeinsam mit dem französischen Produzenten Regis Ceccarelli und den jeweiligen Studioteams entstanden so drei Alben.
Den ersten Part der Trilogie bildet das mit dreifachem Gold prämierte Album In Paris (2011) (Studio Ferber), eine Hommage an das französische Chanson. Im Juni 2012 erhielt Alsmann zum zweiten Mal den Echo. Er wurde in der Kategorie „Jazz – Sänger des Jahres national“ für In Paris ausgezeichnet. Am Broadway ist das nächste Album der Trilogie, das Alsmann 2014 in New York im Sear Sound Studio aufnahm; dort stehen amerikanische Evergreens im Mittelpunkt, die zwischen den 1930ern und 1950ern bekannt wurden, heute zum Great American Songbook gezählt und von Alsmann mit historischen deutschen Texten interpretiert werden. Der letzte Teil der Trilogie Götz Alsmann und Band in Rom widmet sich klassischen italienischen Schlagern. Die Aufnahmen fanden im Frühjahr 2017 im Tonstudio Forum Music Village von Ennio Morricone statt. Das Album erschien Anfang September 2017.

## Tätigkeit in Rundfunk und Fernsehen
Seit 1985 ist Alsmann als Moderator im Radio tätig. Von 1986 bis 1995 moderierte er die Professor Bop-Show, später Auf den Flügeln bunter Träume und seit 2000 Go, Götz, go! – Alsmanns Radioshow (alle WDR). Seit 1986 ist Alsmann auch Moderator im Fernsehen, zunächst in Roxy – das Magazin für den jungen Erwachsenen im WDR. Unter anderem moderierte er von 1990 bis 1993 auf RIAS TV die fünf Stunden lange Livesendung High Live, von 1992 bis 1993 bei RTL die Gong-Show, von 1993 bis 1994 Avanti bei VOX und von 1994 bis 1996 die NDR Spät-Show. Im ZDF präsentierte er von 2006 bis 2012 in Götz Alsmanns Nachtmusik populäre Klassik mit Stars aus Oper und Konzert. Anlässlich des 50-jährigen Jubiläums des WDR moderierte er die Sendung Mit Götz, Maus und Melone, eine Hommage an die „Helden“ aus einem halben Jahrhundert WDR-Kinderfernsehen.
Von 1996 bis 2016 moderierte er mit Christine Westermann im WDR die Sendung Zimmer frei!, eine Talk-Sendung mit Spielen und Musikeinlagen, für die sie zusammen mit Jörg Thadeusz 2000 mit dem Grimme-Preis ausgezeichnet wurden. 2016 erhielten Westermann und Alsmann für Zimmer frei! den Ehrenpreis des Deutschen Comedypreises.

## Erscheinungsbild
Markenzeichen von Götz Alsmann ist neben seiner betont eleganten Kleidung (in der Regel Anzug mit Einstecktuch, Hemd mit Manschettenknöpfen) besonders seine Haartolle. Er trägt sie seit seinem 15. Lebensjahr. Er gab dem Schriftsteller Benjamin von Stuckrad-Barre zu Protokoll, zu dieser Frisur hätten ihn die Frisuren von Andy Mackay und Bryan Ferry inspiriert, die diese 1972 auf den Fotos im Innenteil des Covers für das erste Album von Roxy Music trugen.

## Auszeichnungen
- 2000: Adolf-Grimme-Preis für Zimmer frei!, zusammen mit Christine Westermann und Jörg Thadeusz[8]
- 2000: Brillenträger des Jahres
- 2004: Krawattenmann des Jahres
- 2004: ECHO in der Kategorie „Jazz“[9]
- 2006: Goldene Stimmgabel
- 2010: Münchhausen-Preis der Stadt Bodenwerder
- 2012: ECHO in der Kategorie „Jazz – Sänger des Jahres national“ für das Album In Paris[6]
- 2015: Louis-Armstrong-Gedächtnispreis von Swinging Hamburg e. V. Gesellschaft zur Förderung des klassischen Jazz; verliehen am 3. September 2015 in Hamburg
- 2017: Bechtheimer Weinpilger[10]
- 2019: Verdienstorden des Landes Nordrhein-Westfalen, überreicht durch Ministerpräsident Armin Laschet im Schloss Nordkirchen am 23. August 2019
- 2024: Bundesverdienstkreuz am Bande[11]
- 2025: WDR-Jazzpreis für sein Lebenswerk[12]

## Biografie
- Götz Alsmann – Fast ein Selbstportrait (Ein Film von Klaus Michael Heinz, WDR Fernsehen, 8. Juli 2017)

## Diskografie

### MitHeupferd
- 1974: Skiffle-Ragtime-Jug Band Musik 1
- 1977: Come on in!
- 1979: Mama’s Little Sunny Boys

### Alben
| Jahr | Titel                                       | Höchstplatzierung, Gesamtwochen, AuszeichnungChartsChartplatzierungen (Jahr, Titel, Platzierungen, Wochen, Auszeichnungen, Anmerkungen) | Anmerkungen                                                                           |
| Jahr | Titel                                       | DE | Anmerkungen                                                                           |
| ---- | ------------------------------------------- | --- | ------------------------------------------------------------------------------------- |
| 1982 | Party Time                                  | — | als „Götz Alsmann & the Sentimental Pounders“ Auflage: 2000                           |
| 1985 | Saratoga Suitcase                           | — | als „Götz Alsmann & the Sentimental Pounders“ Auflage: 3000                           |
| 1988 | 12 to 6                                     | — | Erstveröffentlichung: Juni 1988 erstes Solo-Studioalbum                               |
| 1993 | Big Bamboo                                  | — | Erstveröffentlichung: 26. September 1993 inklusive Karaokeversionen                   |
| 1995 | Zazou                                       | — | Erstveröffentlichung: 13. November 1995 Platz 3 der Jazz-Album-Charts (BVMI)          |
| 1997 | Gestatten… Götz Alsmann                     | DE— Gold (German Jazz Award)DE | Erstveröffentlichung: 29. Oktober 1997 Verkäufe: + 10.000                             |
| 1998 | Zimmer frei!                                | — | Erstveröffentlichung: 23. November 1998 Musiksammlung zu Zimmer frei!                 |
| 1999 | Zuckersüß                                   | DE— Gold (German Jazz Award)DE | Erstveröffentlichung: 16. August 1999 Verkäufe: + 10.000                              |
| 2001 | Filmreif                                    | DE59 Gold (German Jazz Award) · (4 Wo.)DE                                                                                               | Erstveröffentlichung: 28. Mai 2001 Verkäufe: + 10.000                                 |
| 2002 | In 80 Tagen um die Welt                     | — | Erstveröffentlichung: 6. Mai 2002 Hörbuchveröffentlichung                             |
| 2003 | Tabu!                                       | DE52 Gold (German Jazz Award) · (8 Wo.)DE                                                                                               | Erstveröffentlichung: 28. April 2003 Verkäufe: + 10.000                               |
| 2003 | Die Feuerzangenbowle                        | — | Erstveröffentlichung: 20. Oktober 2003 Hörbuchveröffentlichung                        |
| 2005 | Drei Mann in einem Boot                     | — | Erstveröffentlichung: 21. Februar 2005 Hörbuchveröffentlichung                        |
| 2005 | Kuss                                        | DE47 ×3Dreifachgold (German Jazz Award) · (7 Wo.)DE                                                                                     | Erstveröffentlichung: 6. Juni 2005 Verkäufe: + 30.000                                 |
| 2006 | Max und Moritz und andere Lieblingswerke    | — | Erstveröffentlichung: 21. Februar 2006 als „Otto Sander mit Götz Alsmann“             |
| 2006 | Winterwunderwelt                            | DE37 ×2Doppelplatin (German Jazz Award) · (4 Wo.)DE                                                                                     | gemeinsam mit der WDR Big Band Verkäufe: + 40.000                                     |
| 2007 | Zirkus Alsmann – Das Beste von Götz Alsmann | — | Erstveröffentlichung: 4. Mai 2007 Musikalische Kompilation                            |
| 2007 | Mein Geheimnis                              | DE35 Platin (German Jazz Award) · (4 Wo.)DE                                                                                             | Erstveröffentlichung: 4. Mai 2007 Verkäufe: + 20.000                                  |
| 2007 | Ich bin nicht Karl May                      | — | Erstveröffentlichung: 8. März 2007 Hörbuch mit Christian Brückner und Roger Willemsen |
| 2008 | Der Hund von Baskerville                    | — | Erstveröffentlichung: 4. März 2008 Hörbuchveröffentlichung                            |
| 2009 | Engel oder Teufel                           | DE41 Gold (German Jazz Award) · (2 Wo.)DE                                                                                               | Erstveröffentlichung: 15. Mai 2009 Verkäufe: + 10.000                                 |
| 2010 | Herrenabend                                 | — | Erstveröffentlichung: 7. Mai 2010 Hörbuchveröffentlichung                             |
| 2011 | In Paris                                    | DE30 ×3Dreifachgold (German Jazz Award) · (7 Wo.)DE                                                                                     | Erstveröffentlichung: 21. Oktober 2011 Verkäufe: + 30.000                             |
| 2014 | Am Broadway                                 | DE69 Gold (German Jazz Award) · (2 Wo.)DE                                                                                               | Erstveröffentlichung: 20. Oktober 2014 Verkäufe: + 10.000                             |
| 2015 | Winterwunderwelt Vol. 2                     | DE69 (6 Wo.)DE | Erstveröffentlichung: 13. November 2015 gemeinsam mit der WDR Big Band                |
| 2017 | In Rom                                      | DE18 Platin (German Jazz Award) · (5 Wo.)DE                                                                                             | Erstveröffentlichung: 15. September 2017 Verkäufe: + 20.000                           |
| 2018 | eventuell...                                | — | Erstveröffentlichung: 23. November 2018 gemeinsam mit der SWR Big Band                |
| 2020 | L.I.E.B.E.                                  | DE27 Gold (German Jazz Award) · (3 Wo.)DE                                                                                               | Erstveröffentlichung: 27. November 2020                                               |
| 2024 | Bei Nacht                                   | DE8 (2 Wo.)DE | Erstveröffentlichung: 31. Mai 2024                                                    |

### Gastbeiträge
- 1985: Sunny Domestozs (LP Barkin’ at the Moon)
- 1989: The Keytones (LP The Keytones Meet Götz Alsmann)
- 1995: Die Fabulösen Thekenschlampen (CD Titten Theken Temperamente)
- 1996: Jazzkantine (LP  Frisch gepresst & live)
- 1999: Die Ärzte („Punk ist...“, B-Seite der Single Rebell)
- 2006: In Extremo (CD Kein Blick Zurück, Singapur)
- 2006: Reinhard Mey (CD Hommage, Das Alles war ich ohne dich)
- 2009: Bela B. (Single schwarz/weiss – Track Geisterreiter)

## Schriften
- Stefan Blankertz / Götz Alsmann: Rock ’n’ Roll subversiv. Büchse der Pandora, Wetzlar 1979. ISBN 3-88178-030-0.
- Nichts als Krach. Die unabhängigen Schallplattenfirmen und die Entwicklung der amerikanischen populären Musik 1943–1963. Huba, Drensteinfurt 1985. ISBN 3-9800414-9-2.